# Giải thưởng thường niên của AFC
Giải thưởng thường niên của AFC là giải thưởng do Liên đoàn bóng đá châu Á (AFC) trao cho những người có thành tích xuất sắc nhất của mùa giải bóng đá châu Á. Các giải thưởng được trao vào cuối mỗi năm tại một buổi dạ tiệc đặc biệt.

## Giải thưởng cầu thủ

### Cầu thủ xuất sắc nhất năm
Giải thưởng Cầu thủ xuất sắc nhất châu Á được trao cho cầu thủ bóng đá xuất sắc nhất châu Á. Chính thức được trao từ năm 1994, tên chính thức của nó là Giải thưởng Cầu thủ xuất sắc nhất năm của Liên đoàn bóng đá châu Á. Trước năm 1994, nó đã được trao trên cơ sở không chính thức; những người chiến thắng giải này từ 1988 đến 1991 đều được IFFHS chọn. 
| Năm  | Tên                 | Quốc gia    | Câu lạc bộ            |
| ---- | ------------------- | ----------- | --------------------- |
| 1994 | Saeed Al-Owairan    | Ả Rập Xê Út | Al-Shabab             |
| 1995 | Masami Ihara        | Nhật Bản    | Yokohama Marinos      |
| 1996 | Khodadad Azizi      | Iran        | Bahman                |
| 1997 | Hidetoshi Nakata    | Nhật Bản    | Bellmare              |
| 1998 | Hidetoshi Nakata    | Nhật Bản    | Perugia               |
| 1999 | Ali Daei            | Iran        | Bayern Munich         |
| 2000 | Nawaf Al Temyat     | Ả Rập Xê Út | Al Hilal              |
| 2001 | Fan Zhiyi           | Trung Quốc  | Dundee                |
| 2002 | Shinji Ono          | Nhật Bản    | Feyenoord             |
| 2003 | Mehdi Mahdavikia    | Iran        | Hamburger SV          |
| 2004 | Ali Karimi          | Iran        | Al-Ahli               |
| 2005 | Hamad Al-Montashari | Ả Rập Xê Út | Al-Ittihad            |
| 2006 | Khalfan Ibrahim     | Qatar       | Al-Sadd               |
| 2007 | Yasser Al-Qahtani   | Ả Rập Xê Út | Al Hilal              |
| 2008 | Server Djeparov     | Uzbekistan  | Bunyodkor             |
| 2009 | Yasuhito Endō       | Nhật Bản    | Gamba Osaka           |
| 2010 | Saša Ognenovski     | Úc          | Seongnam Ilhwa Chunma |
| 2011 | Server Djeparov     | Uzbekistan  | Al-Shabab             |
| 2012 | Lee Keun-ho         | Hàn Quốc    | Ulsan Hyundai         |
| 2013 | Zheng Zhi           | Trung Quốc  | Guangzhou Evergrande  |
| 2014 | Nasser Al-Shamrani  | Ả Rập Xê Út | Al-Hilal              |
| 2015 | Ahmed Khalil        | UAE         | Al-Ahli               |
| 2016 | Omar Abdulrahman    | UAE         | Al-Ain                |
| 2017 | Omar Kharbin        | Syria       | Al-Hilal              |
| 2018 | Abdelkarim Hassan   | Qatar       | Al-Sadd               |
| 2019 | Akram Afif          | Qatar       | Al-Sadd               |

### Cầu thủ bóng đá quốc tế của năm
| Năm  | Tên            | Quốc gia | Câu lạc bộ          |
| ---- | -------------- | -------- | ------------------- |
| 2012 | Shinji Kagawa  | Nhật Bản | Manchester United   |
| 2013 | Yuto Nagatomo  | Nhật Bản | Inter Milan         |
| 2014 | Mile Jedinak   | Úc       | Crystal Palace      |
| 2015 | Son Heung-min  | Hàn Quốc | Tottenham Hotspur   |
| 2016 | Shinji Okazaki | Nhật Bản | Leicester City      |
| 2017 | Son Heung-min  | Hàn Quốc | Tottenham Hotspur   |
| 2018 | Makoto Hasebe  | Nhật Bản | Eintracht Frankfurt |
| 2019 | Son Heung-min  | Hàn Quốc | Tottenham Hotspur   |

### Cầu thủ nước ngoài của năm
| Năm  | Tên             | Quốc gia | Câu lạc bộ                   |
| ---- | --------------- | -------- | ---------------------------- |
| 2012 | Rogerinho       | Brasil   | Al-Kuwait                    |
| 2013 | Muriqui         | Brasil   | Quảng Châu Evergrande        |
| 2014 | Asamoah Gyan    | Ghana    | Al-Ain                       |
| 2015 | Ricardo Goulart | Brasil   | Quảng Châu Evergrande Taobao |

### Cầu thủ bóng đá nữ của năm
| Năm  | Tên             | Quốc gia          | Câu lạc bộ          |
| ---- | --------------- | ----------------- | ------------------- |
| 1999 | Tôn Văn         | Trung Quốc        | Thượng Hải SVA      |
| 2003 | Bai Jie         | Trung Quốc        | Washington Freedom  |
| 2004 | Homare Sawa     | Nhật Bản          | NTV Beleza          |
| 2005 | Natsuko Hara    | Nhật Bản          | NTV Beleza          |
| 2006 | Ma Xiaoxu       | Trung Quốc        | Đại Liên Shide      |
| 2007 | Ri Kum-suk      | CHDCND Triều Tiên | 4,25                |
| 2008 | Homare Sawa     | Nhật Bản          | NTV Beleza          |
| 2010 | Kate            | Úc                | Perth Glory         |
| 2011 | Aya Miyama      | Nhật Bản          | Okayama Yunogo      |
| 2012 | Aya Miyama      | Nhật Bản          | Okayama Yunogo      |
| 2013 | Không trao giải | Không trao giải   | Không trao giải     |
| 2014 | Katrina G tải   | Úc                | Kansas City         |
| 2015 | Aya Miyama      | Nhật Bản          | Okayama Yunogo      |
| 2016 | Caitlin foord   | Úc                | Sydney FC           |
| 2017 | Sam Kerr        | Úc                | Perth Glory         |
| 2018 | Vương Hoàng     | Trung Quốc        | Paris Saint-Germain |
| 2019 | Saki Kumagai    | Nhật Bản          | Lyon                |

### Cầu thủ trẻ xuất sắc nhất năm
Giải thưởng Cầu thủ trẻ xuất sắc nhất châu Á được trao cho cầu thủ bóng đá trẻ xuất sắc nhất châu Á. Chính thức được trao từ năm 1995 với giải thưởng đầu tiên được trao cho cầu thủ người Oman, Mohammed Al-Kathiri.

## Winners
| Năm  | Footballer            | Nation            | Club                        | Gender |
| ---- | --------------------- | ----------------- | --------------------------- | ------ |
| 1995 | Mohammed Al-Kathiri   | Oman              |                             | Man    |
| 1996 | Bamrung Boonprom      | Thái Lan          | Bangkok Bank                | Man    |
| 1997 | Mehdi Mahdavikia      | Iran              | Persepolis                  | Man    |
| 1998 | Shinji Ono            | Nhật Bản          | Urawa Red Diamonds          | Man    |
| 1999 | Waleed Hamzah         | Qatar             | Al-Arabi                    | Man    |
| 2000 | Ryoichi Maeda         | Nhật Bản          | Jubilo Iwata                | Man    |
| 2001 | Du Wei                | Trung Quốc        | Shanghai Shenhua            | Man    |
| 2002 | Lee Chun-Soo          | Hàn Quốc          | Ulsan Hyundai Horang-i      | Man    |
| 2003 | Yoshito Okubo         | Nhật Bản          | Cerezo Osaka                | Man    |
| 2004 | Park Chu-Young        | Hàn Quốc          | Korea University            | Man    |
| 2005 | Choe Myong-Ho         | CHDCND Triều Tiên | Kyonggongop                 | Man    |
| 2006 | Ma Xiaoxu             | Trung Quốc        | Dalian Shide                | Woman  |
| 2007 | Kim Kum-Il            | CHDCND Triều Tiên | 4.25 Sports Team            | Man    |
| 2008 | Ahmad Khalil          | UAE               | Al-Ahli                     | Man    |
| 2008 | Mana Iwabuchi         | Nhật Bản          | NTV Beleza                  | Woman  |
| 2009 | Ki Sung-Yueng         | Hàn Quốc          | FC Seoul                    | Man    |
| 2009 | Mana Iwabuchi         | Nhật Bản          | NTV Beleza                  | Woman  |
| 2010 | Jong Il-Gwan          | CHDCND Triều Tiên | Rimyongsu Sports Club       | Man    |
| 2010 | Yeo Min-Ji            | Hàn Quốc          | Haman Daesan High School    | Woman  |
| 2011 | Hideki Ishige         | Nhật Bản          | Shimizu S-Pulse             | Man    |
| 2011 | Caitlin Foord         | Úc                | Sydney FC                   | Woman  |
| 2012 | Mohannad Abdul-Raheem | Iraq              | Duhok SC                    | Man    |
| 2012 | Hanae Shibata         | Nhật Bản          | Urawa Red Diamonds          | Woman  |
| 2013 | Ali Adnan Kadhim      | Iraq              | Çaykur Rizespor             | Man    |
| 2013 | Jang Sel-gi           | Hàn Quốc          | Gangwon Provincial College  | Woman  |
| 2014 | Ahmed Moein           | Qatar             | Eupen                       | Man    |
| 2014 | Hina Sugita           | Nhật Bản          | Fujieda Junshin High School | Woman  |
| 2015 | Dostonbek Khamdamov   | Uzbekistan        | Bunyodkor                   | Man    |
| 2015 | Rikako Kobayashi      | Nhật Bản          | Tokiwagi Gakuen High School | Woman  |
| 2016 | Ritsu Doan            | Nhật Bản          | Gamba Osaka                 | Man    |
| 2016 | Fuka Nagano           | Nhật Bản          | Urawa Red Diamonds          | Woman  |
| 2017 | Lee Seung-woo         | Hàn Quốc          | Hellas Verona               | Man    |
| 2017 | Sung Hyang-sim        | CHDCND Triều Tiên | Pyongyang City Sports Club  | Woman  |
| 2018 | Turki Al-Ammar        | Ả Rập Xê Út       | Al-Shabab                   | Man    |
| 2018 | Saori Takarada        | Nhật Bản          | Cerezo Osaka Sakai          | Woman  |
| 2019 | Lee Kang-in           | Hàn Quốc          | Valencia                    | Man    |
| 2019 | Jun Endo              | Nhật Bản          | Nippon TV Beleza            | Woman  |

### Cầu thủ Futsal của năm
| Năm  | Tên                    | Quốc gia        | Câu lạc bộ               |
| ---- | ---------------------- | --------------- | ------------------------ |
| 2006 | Kenichiro Kogure       | Nhật Bản        | Nagoya Oceans            |
| 2007 | Vahid Shamsaei         | Iran            | Tam Iran Khodro Tehran   |
| 2008 | Vahid Shamsaei         | Iran            | Foolad Mahan             |
| 2009 | Không trao giải        | Không trao giải | Không trao giải          |
| 2010 | Mohammad Taheri        | Iran            | Foolad Mahan             |
| 2011 | Mohammad Keshavarz     | Iran            | Giti Pasand Isfahan      |
| 2012 | Rafael Henmi           | Nhật Bản        | Nagoya Oceans            |
| 2013 | Suphawut Thueanklang   | Thái Lan        | Chonburi Bluewave        |
| 2014 | Ali Asghar Hassanzadeh | Iran            | MFK Norilsk Nickel       |
| 2015 | Vahid Shamsaei         | Iran            | Tasisat Daryaei          |
| 2016 | Ali Asghar Hassanzadeh | Iran            | Giti Pasand              |
| 2017 | Ali Asghar Hassanzadeh | Iran            | Giti Pasand              |
| 2018 | Ali Asghar Hassanzadeh | Iran            | Shenzhen Nanling Tielang |
| 2019 | Tomoki Yoshikawa       | Nhật Bản        | Nagoya Oceans            |

### Đội hình của năm
| Năm  | Thủ môn (GK)                                | Hậu vệ (DF)                                                                         | Tiền vệ (MF)                                                                                  | Tiền đạo (FW)                  |
| ---- | ------------------------------------------- | ----------------------------------------------------------------------------------- | --------------------------------------------------------------------------------------------- | ------------------------------ |
| 1997 | Mohamed Al-Deayea                           | Zhang Enhua Naoki Soma Hong Myung-bo Mohammed Al-Jahani Abdullah Zubromawi          | Karim Bagheri Hidetoshi Nakata Ha Seok-ju                                                     | Khodadad Azizi Choi Yong-soo   |
| 1998 | Jiang Jin                                   | Fan Zhiyi Yutaka Akita Abdullah Zubromawi Nikolay Shirshov                          | Mehdi Mahdastaia Hidetoshi Nakata Nanami Hiroshi Yoo Sang-chul                                | Ali Daei Jasem Al Huwaidi      |
| 1999 | Pavel Bugalo                                | Zhang Enhua Yuji Nakji Mohammed Al-Khilaiwi Hussein Sulaimani Radhi Shenaishil      | Hidetoshi Nakata Kim Do-kyun Sultan Rashid                                                    | Ali Daei Masashi Nakayama      |
| 2000 | Jiang Jin Hendro Kartiko Mohammed Al Daeyea | Fan Zhiyi Ryuzo Morioka Hong Myung-bo Jamal Mubarak Mohammed Al-Khilaiwi Saoud Fath | Karim Bagheri Abbas Obeid Shunsuke Nakamura Nanami Hiroshi Nawaf Al-Temyat Kiatisuk Senamuang | Naohiro Takahara Lee Dong-gook |

## Giải thưởng huấn luyện viên

### Huấn luyện viên của năm
| Năm  | Tên                 | Câu lạc bộ                                    | Giới tính |
| ---- | ------------------- | --------------------------------------------- | --------- |
| 1994 | Charnwit Polcheewin | Ngân hàng Nông nghiệp Thái Lan                | Nam       |
| 1995 | Park Jong-hwan      | Cheonan Ilhwa Chunma                          | Nam       |
| 1996 | Ma Yuanan           | Đội tuyển bóng đá nữ quốc gia Trung Quốc      | Nam       |
| 1997 | Cha Bum-kun         | Korea Republic national team                  | Nam       |
| 1998 | Takashi Kuwahara    | Júbilo Iwata                                  | Nam       |
| 1999 | Mahmoud Rakhimov    | Đội tuyển bóng đá quốc gia Uzbekistan         | Nam       |
| 2000 | Philippe Troussier  | Đội tuyển bóng đá quốc gia Nhật Bản           | Nam       |
| 2001 | Nasser Al-Johar     | Đội tuyển bóng đá quốc gia Ả Rập Xê Út        | Nam       |
| 2002 | Guus Hiddink        | Đội tuyển bóng đá quốc gia Hàn Quốc           | Nam       |
| 2003 | Cha Kyung-bok       | Seongnam Ilhwa Chunma                         | Nam       |
| 2004 | Adnan Hamad         | Đội tuyển bóng đá quốc gia Iraq               | Nam       |
| 2006 | Choe Kwang-sok      | Đội tuyển bóng đá U-20 nữ quốc gia Triều Tiên | Nam       |
| 2007 | Rauf Inileev        | Đội tuyển bóng đá quốc gia Uzbekistan         | Nam       |
| 2007 | Tom Sermanni        | Đội tuyển bóng đá nữ quốc gia Úc              | Nữ        |
| 2008 | Akira Nishino       | Gamba Osaka                                   | Nam       |
| 2008 | Kim Kwang-min       | Đội tuyển bóng đá nữ quốc gia Triều Tiên      | Nữ        |
| 2009 | Huh Jung-moo        | Đội tuyển bóng đá quốc gia Hàn Quốc           | Nam       |
| 2010 | Takeshi Okada       | Đội tuyển bóng đá quốc gia Nhật Bản           | Nam       |
| 2010 | Kim Tae-hee         | Đội tuyển bóng đá U-17 nữ quốc gia Hàn Quốc   | Nữ        |
| 2011 | Norio Sasaki        | Đội tuyển bóng đá nữ quốc gia Nhật Bản        | Nam       |
| 2011 | Takako Tezuka       |                                               | Nữ        |
| 2012 | Kim Ho-gon          | Ulsan Hyundai                                 | Nam       |
| 2012 | Asako Takakura      |                                               | Nữ        |
| 2013 | Choi Yong-soo       | FC Seoul                                      | Nam       |
| 2013 | Asako Takakura      | Nhật Bản                                      | Nữ        |
| 2014 | Tony Popovic        | Western Sydney Wanderers                      | Nam       |
| 2014 | Asako Takakura      | Nhật Bản                                      | Nữ        |
| 2015 | Ange Postecoglou    | Australia                                     | Nam       |
| 2015 | Asako Takakura      | Nhật Bản                                      | Nữ        |
| 2016 | Choi Kang-hee       | Jeonbuk Hyundai Motors                        | Nam       |
| 2016 | Chan Yuen-ting      | Đông Phương AA                                | Nữ        |
| 2017 | Takafumi Hori       | Urawa Red Diamonds                            | Nam       |
| 2017 | Asako Takakura      | Đội tuyển bóng đá nữ quốc gia Nhật Bản        | Nữ        |
| 2018 | Go Oiwa             | Kashima Antlers                               | Nam       |
| 2018 | Asako Takakura      | Đội tuyển bóng đá nữ quốc gia Nhật Bản        | Nữ        |
| 2019 | Chung Jung-yong     | Đội tuyển bóng đá U-20 quốc gia Hàn Quốc      | Nam       |
| 2019 | Asako Takakura      | Đội tuyển bóng đá nữ quốc gia Nhật Bản        | Nữ        |

## Giải thưởng đồng đội

### Đội tuyển quốc gia của năm
| Năm  | Nam         | Nữ                |
| ---- | ----------- | ----------------- |
| 1996 | Ả Rập Xê Út | Trung Quốc        |
| 2000 | Nhật Bản    | Không trao giải   |
| 2001 | Trung Quốc  | Không trao giải   |
| 2002 | Hàn Quốc    | Không trao giải   |
| 2003 | Iraq        | Trung Quốc        |
| 2004 | Nhật Bản    | Trung Quốc        |
| 2005 | Nhật Bản    | Nhật Bản          |
| 2006 | Úc          | CHDCND Triều Tiên |
| 2007 | Iraq        | CHDCND Triều Tiên |
| 2008 | Nhật Bản    | CHDCND Triều Tiên |
| 2009 | Hàn Quốc    | Nhật Bản          |
| 2010 | Nhật Bản    | Úc                |
| 2011 | Nhật Bản    | Nhật Bản          |
| 2012 | Hàn Quốc    | Nhật Bản          |
| 2013 | Iraq        | Hàn Quốc          |
| 2014 | Palestine   | Nhật Bản          |
| 2015 | Úc          | Nhật Bản          |

### Câu lạc bộ của năm
| Năm  | Câu lạc bộ                  |
| ---- | --------------------------- |
| 1996 | Cheonan Ilhwa Chunma        |
| 2000 | Al-Hilal                    |
| 2001 | Suwon Samsung Bluewings     |
| 2002 | Pakhtakor Tashkent          |
| 2003 | Al Ain                      |
| 2004 | Al Ittihad                  |
| 2005 | Al Ittihad                  |
| 2006 | Jeonbuk Hyundai Motors      |
| 2007 | Urawa Red Diamonds          |
| 2008 | Gamba Osaka                 |
| 2009 | Pohang Steelers             |
| 2010 | Seongnam Ilhwa Chunma       |
| 2011 | Al Sadd                     |
| 2012 | Ulsan Hyundai               |
| 2013 | Quảng Châu Hằng Đại         |
| 2014 | Western Sydney Wanderers    |
| 2015 | Quảng Châu Hằng Đại Đào Bảo |

### Đội Futsal của năm
| Năm  | Đội               |
| ---- | ----------------- |
| 2002 | Iran              |
| 2003 | Iran              |
| 2004 | Iran              |
| 2005 | Iran              |
| 2006 | Nhật Bản          |
| 2008 | Iran              |
| 2010 | Iran              |
| 2011 | Nagoya Oceans     |
| 2012 | Nhật Bản          |
| 2013 | Chonburi Bluewave |
| 2014 | Nhật Bản          |
| 2015 | Tasisat Daryaei   |

## Giải thưởng hiệp hội

### Hiệp hội của năm
| Năm  | Hiệp hội                    |
| ---- | --------------------------- |
| 2005 | Hiệp hội bóng đá Qatar      |
| 2006 | Hiệp hội bóng đá Triều Tiên |
| 2007 | Hiệp hội bóng đá Trung Quốc |
| 2007 | Hiệp hội bóng đá Nhật Bản   |
| 2008 | Liên đoàn bóng đá Iran      |
| 2008 | Liên đoàn bóng đá Úc        |
| 2009 | Hiệp hội bóng đá Triều Tiên |
| 2009 | Hiệp hội bóng đá Nhật Bản   |
| 2010 | Hiệp hội bóng đá Nhật Bản   |
| 2011 | Hiệp hội bóng đá Nhật Bản   |
| 2012 | Liên đoàn bóng đá Iran      |

### Hiệp hội thành viên Fair Play của năm
| Năm  | Hiệp hội                           |
| ---- | ---------------------------------- |
| 1996 | Liên đoàn bóng đá Iran             |
| 2002 | Hiệp hội bóng đá Hàn Quốc          |
| 2003 | Hiệp hội bóng đá Hàn Quốc          |
| 2004 | Hiệp hội bóng đá Trung Quốc        |
| 2005 | Hiệp hội bóng đá Hồng Kông         |
| 2006 | Hiệp hội bóng đá Hàn Quốc          |
| 2007 | Hiệp hội bóng đá Nhật Bản          |
| 2007 | Hiệp hội bóng đá Hàn Quốc          |
| 2008 | Hiệp hội bóng đá Nhật Bản          |
| 2008 | Hiệp hội bóng đá Đài Bắc Trung Hoa |
| 2009 | Hiệp hội bóng đá Nhật Bản          |
| 2010 | Hiệp hội bóng đá Nhật Bản          |
| 2011 | Hiệp hội bóng đá Hàn Quốc          |
| 2012 | Hiệp hội bóng đá Uzbekistan        |
| 2013 | Hiệp hội bóng đá Trung Quốc        |
| 2014 | Hiệp hội bóng đá Hàn Quốc          |
| 2015 | Hiệp hội bóng đá Nhật Bản          |

### Hiệp hội thành viên truyền cảm hứng của năm
| Năm  | Hiệp hội                    |
| ---- | --------------------------- |
| 2013 | Hiệp hội bóng đá Trung Quốc |
| 2014 | Hiệp hội bóng đá Nhật Bản   |
| 2015 | Hiệp hội bóng đá Nhật Bản   |
| 2016 | Hiệp hội bóng đá Nhật Bản   |
| 2017 | Liên đoàn bóng đá Iran      |
| 2018 | Hiệp hội bóng đá Nhật Bản   |
| 2019 | Hiệp hội bóng đá Nhật Bản   |

### Hiệp hội thành viên phát triển của năm
| Năm  | Hiệp hội                    |
| ---- | --------------------------- |
| 2013 | Hiệp hội bóng đá Jordan     |
| 2014 | Hiệp hội bóng đá Triều Tiên |
| 2015 | Hiệp hội bóng đá Hồng Kông  |
| 2016 | Liên đoàn bóng đá Ấn Độ     |
| 2017 | Liên đoàn bóng đá Việt Nam  |
| 2018 | Hiệp hội bóng đá Triều Tiên |
| 2019 | Hiệp hội bóng đá Hồng Kông  |

### Hiệp hội thành viên khát vọng của năm
| Năm  | Hội                           |
| ---- | ----------------------------- |
| 2013 | Liên đoàn bóng đá Pakistan    |
| 2014 | Liên đoàn bóng đá Kyrgyzstan  |
| 2015 | Liên đoàn bóng đá Bangladesh  |
| 2016 | Liên đoàn bóng đá Bhutan      |
| 2017 | Liên đoàn bóng đá Afghanistan |
| 2018 | Liên đoàn bóng đá Mông Cổ     |
| 2019 | Hiệp hội bóng đá Guam         |

### Giải thưởng dành cho phát triển bóng đá phong trào
| Năm  | Hiệp hội                                                                              | Ghi chú                             |
| ---- | ------------------------------------------------------------------------------------- | ----------------------------------- |
| 2013 | Hiệp hội bóng đá Nhật Bản                                                             | Không có                            |
| 2014 | Liên đoàn bóng đá Ấn Độ Liên đoàn bóng đá Philippines Liên đoàn bóng đá Tajikistan    | Không có                            |
| 2015 | Liên đoàn bóng đá Việt Nam Hiệp hội bóng đá Nhật Bản Hiệp hội bóng đá quốc gia Brunei | Không có                            |
| 2016 | Liên đoàn bóng đá Úc Liên đoàn bóng đá Philippines Hiệp hội bóng đá quốc gia Brunei   | Không có                            |
| 2017 | Hiệp hội bóng đá Trung Quốc                                                           | Hiệp hội thành viên truyền cảm hứng |
| 2017 | Hiệp hội bóng đá Singapore                                                            | Hiệp hội thành viên phát triển      |
| 2017 | Liên đoàn bóng đá Bhutan                                                              | Hiệp hội thành viên khát vọng       |
| 2018 | Hiệp hội bóng đá Trung Quốc                                                           | Hiệp hội thành viên truyền cảm hứng |
| 2018 | Hiệp hội bóng đá Singapore                                                            | Hiệp hội thành viên phát triển      |
| 2018 | Liên đoàn bóng đá Palestine                                                           | Hiệp hội thành viên khát vọng       |
| 2019 | Hiệp hội bóng đá Trung Quốc                                                           | Hiệp hội thành viên truyền cảm hứng |
| 2019 | Hiệp hội bóng đá Singapore                                                            | Hiệp hội thành viên phát triển      |
| 2019 | Hiệp hội bóng đá quốc gia Brunei                                                      | Hiệp hội thành viên khát vọng       |

### Giải thưởng giấc mơ châu Á
| Năm  | Hiệp hội                                              |
| ---- | ----------------------------------------------------- |
| 2010 | Liên đoàn bóng đá Úc                                  |
| 2011 | Reach Out To Asia                                     |
| 2012 | Hiệp hội bóng đá Các Tiểu vương quốc Ả Rập Thống nhất |
| 2013 | Liên đoàn bóng đá Myanmar                             |
| 2014 | Hiệp hội bóng đá Qatar                                |
| 2015 | Hiệp hội bóng đá Nhật Bản                             |
| 2016 | Hiệp hội bóng đá Qatar                                |
| 2017 | Hiệp hội bóng đá Nhật Bản                             |

## Giải thưởng khác
| Năm  | Trọng tài         | Trợ lí trọng tài                      | Giới tính |
| ---- | ----------------- | ------------------------------------- | --------- |
| 1996 | Pirom Un-prasert  | Al Musawi Mohamed Ahmed               | Nam       |
| 2002 | Toru Kamikawa     | Ali Al Traifi                         | Nam       |
| 2003 | Masoud Moradi     | Không trao giải                       | Nam       |
| 2004 | Lu Jun            | Không trao giải                       | Nam       |
| 2005 | Shamsul Maidin    | Không trao giải                       | Nam       |
| 2006 | Shamsul Maidin    | Không trao giải                       | Nam       |
| 2007 | Mark Shield       | Mohamed Hamad Al Ghamdi               | Nam       |
| 2007 | Tammy Ogston      | Liu Hsiu-mei                          | Nữ        |
| 2008 | Ravshan Irmatov   | Tammam Hamdoun                        | Nam       |
| 2008 | Sachiko Baba      | Hisae Yoshizawa                       | Nữ        |
| 2009 | Ravshan Irmatov   | Matthew Cream                         | Nam       |
| 2009 | Hong Eun-ah       | Zhang Lingling                        | Nữ        |
| 2010 | Ravshan Irmatov   | Toru Sagara                           | Nam       |
| 2010 | Sachiko Yamagishi | Shiho Ayukai                          | Nữ        |
| 2011 | Ravshan Irmatov   | Abdukhamidullo Rasulov                | Nam       |
| 2011 | Sachiko Yamagishi | Sarah Ho                              | Nữ        |
| 2012 | Yuichi Nishimura  | Abdukhamidullo Rasulov                | Nam       |
| 2012 | Sachiko Yamagishi | Kim Kyoung-min                        | Nữ        |
| 2013 | Ben Williams      | Toshiyuki Nagi                        | Nam       |
| 2013 | Sachiko Yamagishi | Allyson Flynn                         | Nữ        |
| 2014 | Ravshan Irmatov   | Matthew Cream                         | Nam       |
| 2014 | Rita Gani         | Kim Kyoung-min                        | Nữ        |
| 2015 | Fahad Al-Mirdasi  | Abdulah Al-Shalwai Abu Bakar Al-Amri  | Nam       |
| 2016 | Alireza Faghani   | Reza Sokhandan Mohammad Reza Mansouri | Nam       |
| 2016 | Kate Jacewicz     | Renae Coghill Uvena Fernandes         | Nữ        |
| 2017 | Bakhtiyor Namazov | Không trao giải                       | Nam       |
| 2017 | Không trao giải   | Không trao giải                       | Nữ        |
| 2018 | Alireza Faghani   | Reza Sokhandan Mohammad Reza Mansouri | Nam       |
| 2018 | Không trao giải   | Không trao giải                       | Nữ        |

### Kim cương châu á
| Năm  | Tên                           | Ghi chú                                                          |
| ---- | ----------------------------- | ---------------------------------------------------------------- |
| 2004 | Abdul Rahman bin Saud Al Saud |                                                                  |
| 2005 | Saburou Kawabuchi             |                                                                  |
| 2006 | Sepp Blatter                  |                                                                  |
| 2007 | Lennart Johansson             |                                                                  |
| 2008 | Ken Naganuma                  |                                                                  |
| 2009 | Farouk Bouzo                  | Cựu chủ tịch Liên đoàn bóng đá Syria                             |
| 2010 | Najib Razak                   |                                                                  |
| 2011 | Ahmad Shah của Pahang         |                                                                  |
| 2012 | Hamzah Abu Samah              |                                                                  |
| 2013 | Chung Mong-joon               |                                                                  |
| 2014 | Junji Ogura                   | Cựu Chủ tịch hiệp hội bóng đá Nhật Bản                           |
| 2015 | Abdullah Khalid Al Dabal      | Cựu Liên đoàn bóng đá châu Á và thành viên ủy ban điều hành FIFA |
| 2016 | Issa Hayatou                  |                                                                  |
| 2017 | Yousuf al-Serkal              |                                                                  |
| 2018 | Zhang Jilong                  |                                                                  |
| 2019 | Abdullah của Pahang           | Cựu thành viên Hội đồng FIFA                                     |

### Ủy viên trận đấu của năm
| Năm  | Tên                        | Ghi chú |
| ---- | -------------------------- | ------- |
| 2008 | Kamarudin Sakhari          |         |
| 2008 | Mary Catherine Rivilla     |         |
| 2009 | Mazen Ramadan              |         |
| 2009 | Kanya Keomany              |         |
| 2010 | Abdul Ghafoor Abdul Hameed |         |
| 2010 | Emily Lau Cheuk-chi        |         |

### Giải thưởng công nhận đặc biệt
| Năm  | Tên                         | Ghi chú |
| ---- | --------------------------- | ------- |
| 2018 | Wild Boars FC Futoshi Ikeda |         |

### Giải thưởng biểu tượng doanh nghiệp
| Năm  | Tên          | Ghi chú |
| ---- | ------------ | ------- |
| 2014 | TV Asahi NHK |         |